# Locomotiva 4-2-2

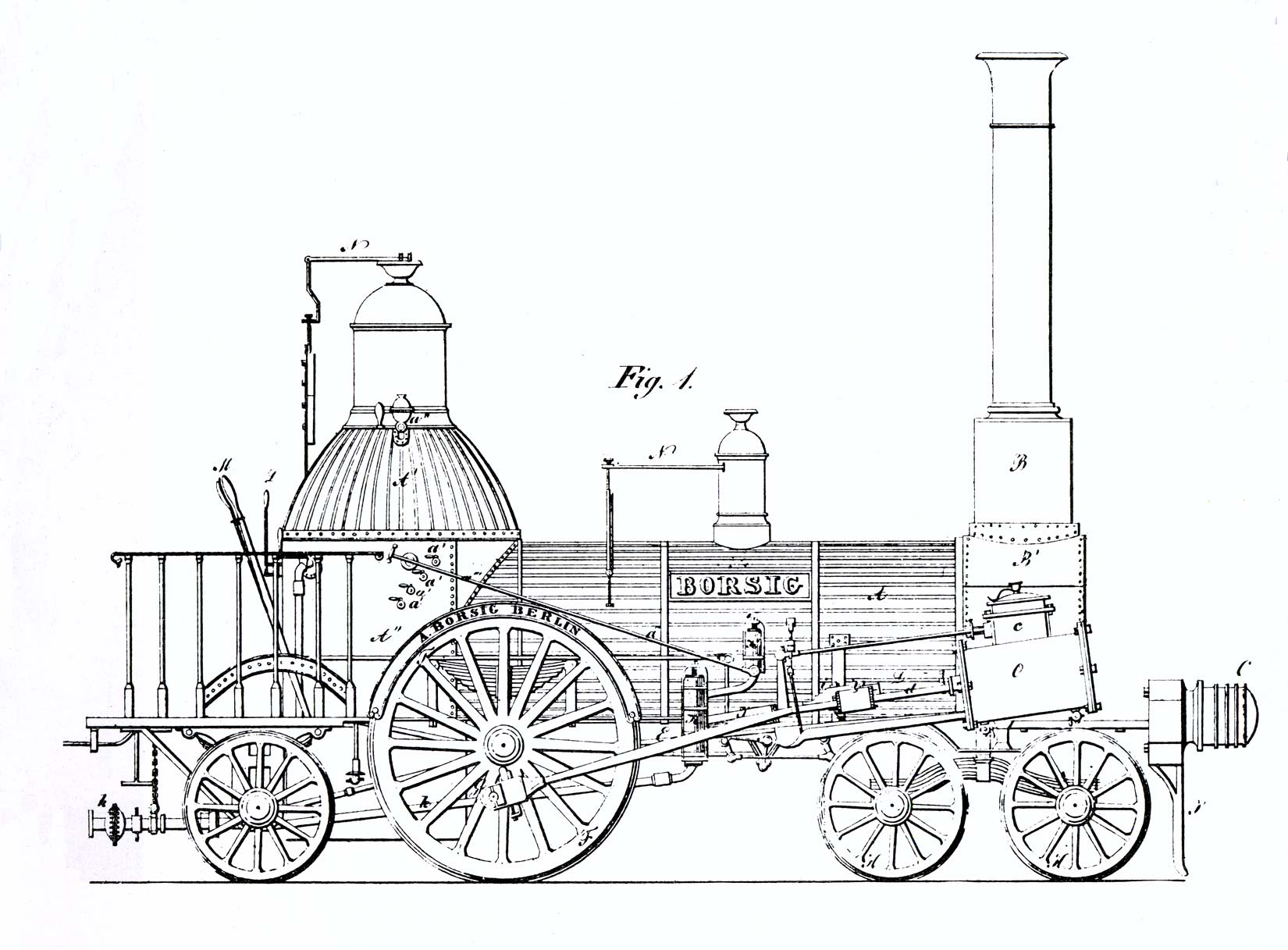
Projeto da primeira locomotiva alemã 4-2-2, feito pela Börsig em 1840.

Um arranjo 4-2-2 na Classificação Whyte para locomotivas a vapor é configurada da seguinte maneira: quatro rodeiros lideres seguido por dois rodeiros motrizes e um rodeiro traseiro.
Outras equivalências da classificação são:
Classificação UIC: 2A1 (também conhecida na Classificação Alemã e na Classificação Italiana)
Classificação Francesa: 211
Classificação Turca: 14
Classificação Suíça: 1/4